# دخانية فونتيكيرية
دخانية فونتيكيرية (الاسم العلمي:Fumana fontqueri) هي نوع من النباتات يتبع جنس الدخانية من الفصيلة القريضية.
سمي هذا النوع نسبة إلى عالم النبات الإسباني بيوس فونتيكير (بالإسبانية: Pius Font i Quer)‏.